# Aeroporto Internacional Léon-Mba
O Aeroporto Internacional Léon-Mba (em francês: Aéroport international Léon-Mba) é um aeroporto internacional localizado na cidade de Librevile, capital do Gabão, sendo o principal do país, foi construído na década de 1950.